# Julian Wright
Julian Emil-Jamaal Wright (ur. 20 maja 1987 w Chicago) – amerykański koszykarz, występujący na pozycjach silnego skrzydłowego lub środkowego, obecnie zawodnik Taichung Wagor Suns.
W 2005 wystąpił w meczu wschodzących gwiazd - Nike Hoop Summit oraz McDonald’s All-American.
Został wybrany z numerem 13 draftu 2007 przez New Orleans Hornets. Grał dla Uniwersytetu Kansas.

## Kariera w NBA
W swoim pierwszym sezonie, Wright notował średnio 3,9 punktu i 2,1 zbiórki na mecz. W sezonie 2008-09 grał średnio 14 minut na mecz, podczas których zdobywał 4,4 punktu i 3 zbiórki na mecz.
1 stycznia 2022 dołączył do Taichung Wagor Suns

## Osiągnięcia
Stan na 3 stycznia 2022, na podstawie, o ile nie zaznaczono inaczej.
NCAA
- Uczestnik:
  - rozgrywek Elite Eight turnieju NCAA (2007)
  - turnieju NCAA (2006, 2007)
- Mistrz:
  - turnieju konferencji Big 12 (2006, 2007)
  - sezonu regularnego  Big 12 (2006, 2007)
- MVP turnieju Las Vegas Invitational (2007)
- Zaliczony do:
  - I składu:
    - All-District 12 (2007 według NABC)
    - konferencji Big 12 (2007)
    - turnieju konferencji Big 12 (2006, 2007)
    - debiutantów Big 12 (2006)

  - III składu All-American (2007 przez NABC)
  - składu All-Big 12 Honorable Mention (2006)

Drużynowe
- Mistrz D-League (2012)

Indywidualne
- MVP meczu gwiazd ligi tureckiej (2017)
- Zaliczony do II składu Eurocup (2016)[5]
- Uczestnik meczu gwiazd ligi:
  - tureckiej (2017)
  - francuskiej LNB Pro A (2018)
- Lider:
  - ligi izraelskiej w zbiórkach (2015)
  - francuskiej ligi Pro A w przechwytach (2019)